# セントアン・サンディポイント教区
セントアン・サンディポイント教区（英語: Saint Anne Sandy Point Parish）は、セントクリストファー・ネイビスのセントクリストファー島にある行政教区のひとつ。面積は12.8平方キロメートル、人口は1,922人（2011年国勢調査）。面積は14教区中13位（クリストファー島に限れば9教区の中で最下位）、人口も12位とかなり少ない部類に入る。
世界遺産のブリムストーン・ヒル要塞国立公園が教区南部、セントトーマス・ミドルアイランド教区の境界線上に所在している。主要都市のサンディポイント・タウンは、同国立公園の入り口として知られている。

## 主要都市
サンディポイント・タウンを教区の行政中心地とする場合があるが、公式には行政中心地は存在しない。
- フィグ・ツリー（Fig Tree）、ネイビス島のフィグツリー（Figtree）とは異なる
- ラ・ヴァレ（La Vallée）
- サンディポイント・タウン（Sandy Point Town）
- Sir Gillee's